# Bernat Guillem I de Cerdanya
Bernat Guillem I de Cerdanya i II de Berga (1109 - 1117) fou comte de Cerdanya, Conflent i Berga (1094-1117).

## Orígens familiars
Fill del comte Guillem I de Cerdanya i la seva segona esposa, Sança de Barcelona, filla del comte de Barcelona Ramon Berenguer I.

## Ascens als comtats
Va heretar el comtat de Berga a la mort del seu pare. A la mort del seu germà Guillem va heretar el comtat de Cerdanya.
El 1111, a la mort de Bernat III de Besalú, s'oposà a la integració del comtat de Besalú al comtat de Barcelona, ja que el comtat de la Cerdanya tenia com a feu el de Besalú, Fenollet i el Vallespir. Tot i aquesta oposició, hi renuncià a favor del seu cosí germà i amic Ramon Berenguer III.

## Núpcies
Es casà amb Teresa d'Urgell, filla del comte Ermengol V d'Urgell. D'aquesta unió no tingueren fills.

## Títols i successors
En morir sense successió el comtat de Cerdanya es va integrar al comtat de Barcelona.